# Zeanuri
Zeanuri (spanisch Ceánuri) ist eine baskische Gemeinde in der Provinz Bizkaia im spanischen Baskenland.

## Gemeindeteile
Außer Zeanuri gehören noch folgende Orte zu dieser Gemeinde.
- Altzusta
- Arzuaga
- Asterria
- Eleizondo
- Ipiña
- Ipiñaburu
- Lanbreabe
- Orué
- Ozerinmendi
- Plaza
- Undurraga
- Uribe
- Zubizabal
- Zuleibar